# Gläserne Kette
Die Gläserne Kette war eine von Bruno Taut ins Leben gerufene Künstlergemeinschaft, die hauptsächlich aus Architekten bestand. Das Medium des gegenseitigen Austauschs war ein Briefwechsel/Rundbrief.
Die mit Pseudonymen gezeichneten Briefe entstanden zwischen November 1919 und Dezember 1920. Der Gruppe gehören unter anderem Bruno Taut (Pseudonym „Glas“), Max Taut (ohne Pseudonym), Wilhelm Brückmann („Brexbach“), Alfred Brust („Cor“); Hermann Finsterlin („Prometh“), Paul Goesch („Tancred“), Jakobus Goettel („Stellarius“), Otto Gröne, Walter Gropius („Maß“), Wenzel Hablik (Kürzel „W.H.“), Hans Hansen („Antischmitz“), Carl Krayl („Anfang“), die Brüder Hans („Angkor“) und Wassili Luckhardt („Zacken“) und Hans Scharoun („Hannes“) an.
Die Gläserne Kette überschnitt sich personell mit anderen Künstlergruppen, unter ihnen die Novembergruppe, der Arbeitsrat für Kunst und Der Ring. Die Unterlagen liegen teilweise im Baukunstarchiv der Akademie der Künste (Berlin) sowie im Archiv des Canadian Centre for Architecture in Montreal, Quebec, Kanada.

## Quelle
- Iain Boyd Whyte & Romana Schneider (Hrsg.): Die gläserne Kette. Reihe: Geschichte der Architektur. Ernst & Sohn (jetzt John Wiley & Sons), Berlin 1986. ISBN 3-433-02152-X[2]
  - Englisch: The Crystal Chain letters. Architectural fantasies by Bruno Taut and his circle., Hrsg. v. Whyte. MIT 1985. ISBN 0-262-23121-2
- dies. (Hrsg.): Die Gläserne Kette. Eine expressionistische Korrespondenz über die Architektur der Zukunft. Reihe: Korrespondenzen, 10. Gerd Hatje, Ostfildern 1996 ISBN 3-7757-0565-1[3]
- Yann Rocher: Théâtres en utopie, Actes Sud, Paris, 2014, S. 84–103.
- Yann Rocher (Hrsg.): Globes. Architecture et sciences explorent le monde, Norma/Cité de l’architecture, Paris, 2017, S. 202–211.
- Frank Krause: Geruch der Utopie. Messianische Baumeister in Schriften der Gläsernen Kette (1919/20), in: Joachim Henneke und Dagmar Kift (Hrsg.): die welt neu denken (Münster: Aschendorff, 2019), S. 221–227.